# Долгие проводы
«Долгие проводы» — чёрно-белый художественный фильм режиссёра Киры Муратовой о взаимоотношениях матери и сына-подростка.
Был снят в 1971 году, но положен «на полку» и на экраны вышел только в перестройку в 1987 году.
В числе ещё семи фильмов Муратовой входит в список 100 лучших фильмов в истории украинского кино.

## Сюжет
Долгое время Евгения Васильевна была занята лишь сыном Сашей. С появлением свободного времени по мере взросления сына, за ней стал ухаживать Николай Сергеевич. Летом сын поехал в гости к отцу. После возвращения он стал меняться. Мать понимает, что сын хочет уехать, но ей не хватает мудрости для правильного поведения в складывающейся ситуации.

## В ролях
- Зинаида Шарко — Евгения Васильевна Устинова, мама Саши
- Олег Владимирский — Саша Устинов
- Юрий Каюров — Николай Сергеевич
- Светлана Кабанова — Татьяна Карцева
- Лидия Базильская — Тонечка
- Татьяна Мычко — Маша
- Лидия Драновская — Елизавета Андреевна Выходцева
- Марчелла Чеботаренко — работница оранжереи
- Игорь Старков — член комиссии по делам несовершеннолетних
- Виктор Ильченко — Павел Константинович

## Съёмочная группа
- Авторы сценария: Наталья Рязанцева
- Режиссёр: Кира Муратова
- Оператор: Геннадий Карюк
- Художники: Энрике Родригес
- Композитор: Олег Каравайчук

## Упоминание фильма
- 1987 — Я и лошадь, я и бык, я и баба, и мужик / I am an Ox, I am a Horse, I am a Man, I am a Woman